# Mu Cassiopeiae
Mu Cassiopeiae (μ Cas / 30 Cassiopeiae / HD 6582 / HR 321) és un estel binari a la constel·lació de Cassiopea de magnitud aparent +5,12. Rep el nom de Marfak, que comparteix amb θ Cassiopeiae. S'hi troba relativament propera al sistema solar, a 24,6 anys llum de distància.
Un tret destacat de Mu Cassiopeiae és el seu gran moviment propi de 3,78 segons d'arc per any. La seva velocitat relativa respecte al Sol és de 167 km/s, deu vegades major que els valors habituals. La metal·licitat del sistema de només el 15% de la solar, i la baixa lluminositat de l'estel principal per al seu tipus espectral —un 44% de la del Sol—, permeten classificar al sistema com una subnana clàssica. Aquests estels formen part de l'halo galàctic que envolta el disc de la galàxia, i són estels molt antics de Població II. L'edat de Mu Cassiopeiae s'estima en 7.900 milions d'anys.
Mu Cassiopeiae A, de tipus espectral G5VIp, té una massa aproximada de 0,60 masses solars. La seva temperatura efectiva de 5.297 K i el seu radi de 0,79 radis solars —calculat a partir de la mesura directa del seu diàmetre angular— són comparables als d'estels de tipus K0V amb major metal·licitat com Alsafi (σ Draconis) o Gliese 75. Mu Cassiopeiae B és una nana vermella probablement de tipus M5 que s'hi mou en una òrbita excèntrica a una distància de l'estel A compresa entre 0,63 ua i 2,25 ua, emprant 21,75 anys a completar una volta. La seva lluminositat bolomètrica amb prou feines aconsegueix el 0,62% de la lluminositat solar.